# クロース・リーディング
文芸批評においてクロース・リーディング(close reading)とは、テクストの短い1節を細かく詳しく解釈することを指す。一字一句に注意を払ったり、語句や意見の展開される順序を逐一詳しく検討することによって、作品の全体よりも部分に着目して読解を行うことである。
英語圏については、今日のクロース・リーディングの方法の草分けとなったのは20世紀中葉の新批評である。これは今日なお、現代的な文芸批評の基本的方法である。
クロース・リーディングはテクスト解釈（作品分析）explication de texteと呼ばれることもある。この用語は、フランスの文学研究において同様にテクストの詳しい研究をおこなった、ギュスターヴ・ランソンなどの研究にちなんでいる。
クロース・リーディングを徹底させれば、わずか200語の詩作品を解説するために数千語を費やしてもなお汲み尽くせないということもある。さらに極端な例を挙げれば、ジャック・デリダの論考「ユリシーズ・グラモフォン」はJ・ヒリス・ミラーによってクロース・リーディングの方法の「誇張法的で途方もない拡張」であると評されている。デリダはジェイムズ・ジョイスの偉大なモダニズム文学である『ユリシーズ』に現れる"yes"というたった1語を解釈するために80ページ以上を費やしたのである。
文学理論としてのクロース・リーディングにとって広い意味での先駆となるのは、宗教テクストの解釈学である。たとえば、中世ペルシア文学の一種であるPazandは、ゾロアスター教の聖典であるアヴェスターを説明するZendすなわち「注釈・翻訳」を目的としたテクストであり、アヴェスターのクロース・リーディングになっている。タルムード注釈もクロース・リーディングの先駆であるとしばしば指摘される。イスラームの時代には、クルアーン（コーラン）のクロース・リーディングを通じて、膨大な量のテクストが作られた。しかし、現代的な文学理論としてのクロース・リーディングに最も類似しており、時代的にもクロース・リーディングの誕生とはっきりと結びついているのは、18世紀後半にドイツで起こった、聖書の歴史的批評の勃興とテクスト批判の進展である。